# Bi-elliptischer Transfer
In der Raumfahrt ist der bi-elliptische Transfer ein möglicher Übergang für ein Raumfahrzeug zwischen zwei Bahnen um den gleichen Zentralkörper (zum Beispiel die Erde oder die Sonne), der erstmals von Ari Sternfeld beschrieben wurde.
Anstatt wie beim Hohmann-Transfer direkt von der Ausgangs- zur Zielbahn überzugehen, erfolgt der Transfer über zwei Transfer-Ellipsen. Die erste geht „über das Ziel hinaus“, die zweite führt zur gewünschten Zielbahn. Das mag zunächst sinnlos erscheinen, doch wenn die Zielbahn erheblich höher als die Ausgangsbahn ist, ist der bi-elliptische Transfer energetisch günstiger. In diesem Artikel wird nur der Fall betrachtet, bei dem die Zielbahn einen größeren Abstand zum Zentralkörper als die Ausgangsbahn besitzt. Ebenfalls wird vereinfachend angenommen, dass Ausgangs- und Zielbahn kreisförmig und in der gleichen Ebene sind, dass die Geschwindigkeit sich augenblicklich ändert und dass keine Bahnstörungen beispielsweise durch Drittkörper vorliegen.

## Berechnung

### Geschwindigkeit

Ein bi-elliptischer Transfer zwischen einer niedrigen Ausgangsbahn (blau) über die Transfer-Ellipsen (rot und orange) zu einer hohen Zielbahn (grün).

Die fundamentale Gleichung zur Berechnung von koplanaren Übergängen (wie dem bi-elliptischen Transfer) ist die Vis-Viva-Gleichung.
{\displaystyle v={\sqrt {\mu \left({\frac {2}{r}}-{\frac {1}{a}}\right)}}}
- {\displaystyle r} und {\displaystyle v} sind der aktuelle Abstand des Raumfahrzeugs vom Zentralkörper und die aktuelle Geschwindigkeit,
- {\displaystyle a} ist die große Halbachse der Bahn,
- {\displaystyle \mu =GM} ist der Gravitationsparameter des Zentralkörpers (Masse {\displaystyle M} multipliziert mit der Gravitationskonstanten {\displaystyle G}).

Für eine Kreisbahn {\displaystyle (r=a)} vereinfacht sich die Gleichung zu
{\displaystyle v={\sqrt {\frac {\mu }{r}}}}

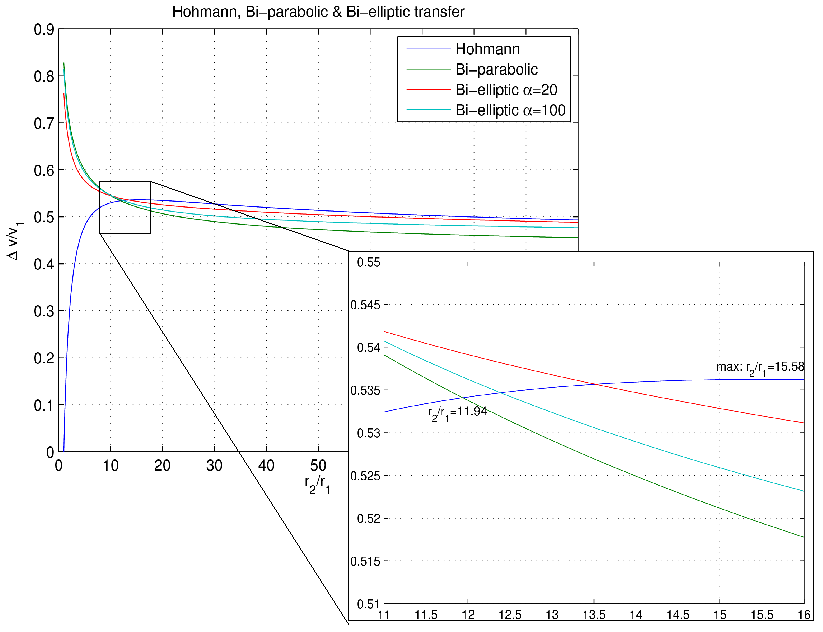
Δv-Bedarf (auf normiert) für vier Manöver zwischen zwei gleichen Kreisbahnen in Abhängigkeit vom Radienverhältnis.

Die Abbildung rechts zeigt den Verlauf des bi-elliptischen Transfers. Das Raumfahrzeug befindet sich auf einer Kreisbahn (blau) mit Radius {\displaystyle r_{1}}. Die Geschwindigkeit ist konstant {\displaystyle v_{1}={\sqrt {\frac {\mu }{r_{1}}}}}. Ziel ist es die höhere Kreisbahn (grün) mit Radius {\displaystyle r_{2}} zu erreichen.
1. Eine augenblickliche Geschwindigkeitserhöhung bringt den Satelliten auf die erste Transfer-Ellipse (rot), deren große Halbachse {\displaystyle a_{1}} ist. Die erste Geschwindigkeitsänderung beträgt also
{\displaystyle \Delta v_{1}={\sqrt {\mu \left({\frac {2}{r_{1}}}-{\frac {1}{a_{1}}}\right)}}-{\sqrt {\frac {\mu }{r_{1}}}}}
 Sie ist tangential in Flugrichtung anzulegen, da die Ausgangsbahn ein Kreis ist, kann das Manöver überall beginnen.
2. Wenn die Apoapsis erreicht ist, befindet sich das Raumfahrzeug im Abstand {\displaystyle r_{b}=2a_{1}-r_{1}} vom Zentralkörper. Es erfolgt die zweite augenblickliche Geschwindigkeitserhöhung auf die zweite Transfer-Ellipse (orange), deren große Halbachse {\displaystyle a_{2}={\tfrac {r_{b}+r_{2}}{2}}} ist. Wieder ist die Geschwindigkeitsänderung tangential. Der Betrag ist
{\displaystyle \Delta v_{2}={\sqrt {\mu \left({\frac {2}{r_{b}}}-{\frac {1}{a_{2}}}\right)}}-{\sqrt {\mu \left({\frac {2}{r_{b}}}-{\frac {1}{a_{1}}}\right)}}}
3. Wenn die Periapsis der zweiten Transfer-Ellipse erreicht ist, erfolgt die dritte Geschwindigkeitsänderung. Diesmal allerdings muss sie verkleinert werden, damit der Satellit auf der Kreisbahn bleibt
{\displaystyle \Delta v_{3}={\sqrt {\frac {\mu }{r_{2}}}}-{\sqrt {\mu \left({\frac {2}{r_{2}}}-{\frac {1}{a_{2}}}\right)}}}

Insgesamt beträgt der Treibstoffbedarf ({\displaystyle \Delta v})
{\displaystyle {\begin{aligned}\Delta v&=\Delta v_{1}+\Delta v_{2}+\Delta v_{3}\\&=\left({\sqrt {\mu \left({\frac {2}{r_{1}}}-{\frac {1}{a_{1}}}\right)}}-{\sqrt {\frac {\mu }{r_{1}}}}\,\right)+\left({\sqrt {\mu \left({\frac {2}{r_{b}}}-{\frac {1}{a_{2}}}\right)}}-{\sqrt {\mu \left({\frac {2}{r_{b}}}-{\frac {1}{a_{1}}}\right)}}\,\right)+\left({\sqrt {\frac {\mu }{r_{2}}}}-{\sqrt {\mu \left({\frac {2}{r_{2}}}-{\frac {1}{a_{2}}}\right)}}\,\right)\end{aligned}}}
Ist der Radius der Zielbahn mehr als 15,58-mal größer als der Radius der Ausgangsbahn, ist jeder bi-elliptische Transfer vom Treibstoffbedarf her günstiger als ein Hohmann-Transfer, solange {\displaystyle r_{b}>r_{2}} ist. Unterhalb dieses Werts kann ein bi-elliptischer Transfer weniger {\displaystyle \Delta v} benötigen (siehe Abschnitt #Vergleich mit dem Hohmann-Transfer).

### Zeit
Die Transferzeit lässt sich aus den halben Umlaufzeiten der Transfer-Ellipsen berechnen. Die Umlaufzeit {\displaystyle T} berechnet sich für Ellipsen nach dem dritten Keplerschen Gesetz
{\displaystyle T=2\pi {\sqrt {\frac {a^{3}}{\mu }}}}
Die Transferzeit eines bi-elliptischen Übergangs lautet also
{\displaystyle \Delta t=\pi {\sqrt {\frac {a_{1}^{3}}{\mu }}}+\pi {\sqrt {\frac {a_{2}^{3}}{\mu }}}}
Das ist erheblich länger als bei einem Hohmann-Transfer, was ein wichtiger Nachteil des bi-elliptischen Transfers ist (siehe Abschnitt #Vergleich mit dem Hohmann-Transfer).

## Grenzfall Hohmann-Transfer
Für den Grenzfall {\displaystyle r_{b}=r_{2}} geht der bi-elliptische Transfer in den Hohmann-Transfer über.

## Grenzfall bi-parabolischer Transfer
Für den Grenzfall {\displaystyle r_{b}\rightarrow \infty } geht der bi-elliptische Transfer in den bi-parabolischen Transfer über.
Dieser Fall ist rein theoretisch, da der Satellit zuerst unendlich weit weg vom Zentralkörper gebracht wird. Erstens dauert das unendlich lang, zweitens kann man dann nicht mehr die Näherung eines Zweikörperproblems anwenden. Trotzdem ist die Betrachtung in Hinsicht auf den Vergleich mit dem Hohmann-Transfer im nächsten Abschnitt interessant.

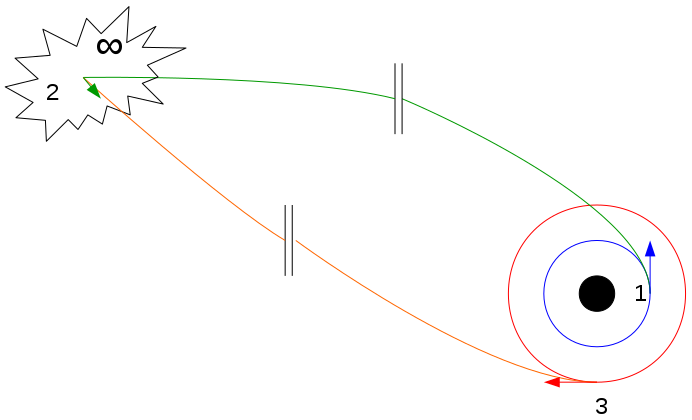
Ein bi-parabolischer Transfer zwischen einer niedrigen Ausgangsbahn (blau) über zwei Transfer-Parabeln (grün und orange) zu einer höhergelegenen Zielbahn (rot).

Punkt 1Der Satellit wird auf eine Flucht-Parabel (grün) gebracht.
{\displaystyle \qquad \Delta v_{1}=\left({\sqrt {2}}-1\right){\sqrt {\frac {\mu }{r_{1}}}}}
Im Unendlichen {\displaystyle (\infty )} sinkt seine Geschwindigkeit auf 0.
Punkt 2Nun reicht ein infinitesimal kleiner Schub aus, um den Satelliten auf eine neue Transfer-Parabel (orange) zu bringen.
{\displaystyle \qquad \Delta v_{2}=0}
Punkt 3Am Scheitelpunkt der zweiten Parabel muss nun wieder auf die Ziel-Kreisbahn gebremst werden.
{\displaystyle \qquad \Delta v_{3}=\left({\sqrt {2}}-1\right){\sqrt {\frac {\mu }{r_{2}}}}}
Insgesamt beträgt der Treibstoffbedarf ({\displaystyle \Delta v})
{\displaystyle \qquad \Delta v=\Delta v_{1}+\Delta v_{2}+\Delta v_{3}=\left({\sqrt {2}}-1\right)\left({\sqrt {\frac {\mu }{r_{1}}}}+{\sqrt {\frac {\mu }{r_{2}}}}\,\right)}
Dieser Wert ist für alle Übergänge mit {\displaystyle r_{2}>11{,}94\,r_{1}} geringer als für einen Hohmann-Transfer. Der bi-parabolische Transfer ist der Grenzfall eines bi-elliptischen Transfers, für den am meisten {\displaystyle \Delta v} gespart werden kann.

## Vergleich mit dem Hohmann-Transfer

### Geschwindigkeit
Die Abbildung rechts zeigt das benötigte {\displaystyle \Delta v}, ein Maß für den Treibstoffbedarf und somit auch für die Energie, wenn ein Transfer zwischen einer Kreisbahn mit Radius {\displaystyle r_{1}} und einer Kreisbahn mit Radius {\displaystyle r_{2}} gefahren wird.
{\displaystyle \Delta v} ist mit der Anfangsgeschwindigkeit {\displaystyle v_{1}} normiert, damit der Vergleich allgemein ist. Vier Kurven sind dargestellt: der Treibstoffbedarf für einen Hohmann-Transfer (blau), für einen bi-elliptischen Transfer mit {\displaystyle \alpha ={\tfrac {r_{b}}{r_{1}}}=20+{\tfrac {r_{2}}{r_{1}}}} (rot), für einen bi-elliptischen Transfer mit {\displaystyle \alpha ={\tfrac {r_{b}}{r_{1}}}=100+{\tfrac {r_{2}}{r_{1}}}} (cyan) und für einen bi-parabolischen Transfer {\displaystyle (r_{b}\rightarrow \infty )} (grün).
Man sieht, dass der Hohmann-Transfer energetisch am günstigsten ist, solange das Radienverhältnis kleiner als 11,94 ist. Ist der Radius der Zielbahn mehr als 15,58-mal so groß wie der Radius der Ausgangsbahn, so ist jeder bi-elliptische Transfer vom Treibstoffbedarf her günstiger als ein Hohmann-Transfer, solange {\displaystyle r_{b}>r_{2}} ist.
Für den Bereich zwischen 11,94 und 15,58 ist der Abstand der gemeinsamen Apoapsis der zwei Transfer-Ellipsen (Punkt 2 in den Abbildungen über den bi-elliptischen Transfer und den bi-parabolischen Transfer) zur Ausgangsbahn entscheidend.
Die folgende Tabelle listet einige Fälle auf, wie groß {\displaystyle \alpha ={\tfrac {r_{b}}{r_{1}}}} (der Abstand der Apoapsis im Verhältnis zum Radius der Ausgangsbahn) mindestens sein muss, damit der bi-elliptische Transfer energetisch günstiger ist.
| Radienverhältnis {\displaystyle {r_{2}}/{r_{1}}} | Minimales {\displaystyle \alpha ={r_{b}}/{r_{1}}}  | Bemerkungen                                 |
| ------------------------------------------------ | -------------------------------------------------- | ------------------------------------------- |
| 00 bis 11,94                                     | 00,–                                               | Hohmann-Transfer ist günstiger              |
| 11,94                                            | 00{\displaystyle \infty }                          | bi-parabolischer Transfer                   |
| 12                                               | 815,81                                             |                                             |
| 13                                               | 048,90                                             |                                             |
| 14                                               | 026,10                                             |                                             |
| 15                                               | 018,19                                             |                                             |
| 15,58                                            | 015,58                                             |                                             |
| größer als 15,58                                 | größer als {\displaystyle {\tfrac {r_{2}}{r_{1}}}} | jeder bi-elliptische Transfer ist günstiger |

Dieser nicht unbedingt intuitive Zusammenhang ist durch den Oberth-Effekt zu erklären.

### Zeit
Die lange Transferzeit eines bi-elliptischen Übergangs
{\displaystyle \Delta t=\pi {\sqrt {\frac {a_{1}^{3}}{\mu }}}+\pi {\sqrt {\frac {a_{2}^{3}}{\mu }}}}
ist ein großer Nachteil dieses Transfermanövers. Im Grenzfall des bi-parabolischen Transfers wird die Zeit sogar unendlich lang.
Zum Vergleich braucht ein Hohmann-Transfer mit
{\displaystyle \Delta t=\pi {\sqrt {\frac {a^{3}}{\mu }}}}
weniger als die Hälfte der Zeit, weil nur eine halbe Transfer-Ellipse und nicht zwei halbe Ellipsen gefahren werden.

## Beispiel
|                                              | Hohmann     | bi-elliptisch {\displaystyle \alpha =100} | bi-parabolisch          |
| -------------------------------------------- | ----------- | ----------------------------------------- | ----------------------- |
| {\displaystyle \Delta v_{1}}                 | 3,133       | 3,172                                     | 3,226                   |
| {\displaystyle \Delta v_{2}}                 | 0,833       | 0,559                                     | entfällt                |
| {\displaystyle \Delta v_{3}}                 | entfällt    | 0,127                                     | 0,423                   |
| gesamtes {\displaystyle \mathbf {\Delta v} } | 3,966       | 3,858                                     | 3,649                   |
| Dauer                                        | 118:40:49 h | 782:09:27 h                               | {\displaystyle \infty } |

Ein Beispiel angelehnt an Example 6-2 aus veranschaulicht die Transfers:
Ein Satellit, der um die Erde kreist, soll von einer kreisförmigen Startbahn mit {\displaystyle r_{1}=6569\,\mathrm {km} } auf die kreisförmige Zielbahn mit {\displaystyle r_{2}=382688\,\mathrm {km} } gebracht werden. Verglichen werden der Hohmann-Transfer, der bi-elliptische Transfer und der bi-parabolische Transfer bezüglich Geschwindigkeit und Zeit.
Das Verhältnis vom Start- zum Zielradius ist etwa 58,25. Es ist also zu erwarten, dass der bi-elliptische und bi-parabolische Transfer weniger {\displaystyle \Delta v} als der Hohmann-Transfer benötigen. Für den bi-elliptischen Transfer muss ein {\displaystyle r_{b}>r_{2}} gewählt werden, für das Beispiel wird {\displaystyle r_{b}=100\,r_{1}} angenommen.